# Variante beta del SARS-CoV-2
La variante beta (conocida comúnmente como variante sudafricana, por el país en donde se originó el brote inicial, o de forma científica como linaje B.1.351) es una variante mutada del SARS-CoV-2, virus que causa la COVID-19. La variante se detectó por primera vez en  el área metropolitana de Nelson Mandela Bay de la provincia de Eastern Cape en Sudáfrica en octubre de 2020 y fue reportada por el departamento de salud del país el 18 de diciembre de 2020. Ese mismo día la Organización Mundial de la Salud (OMS) la incluyó dentro de su lista de variantes preocupantes. Investigadores y funcionarios informaron que la prevalencia de la variante era mayor entre los jóvenes sin condiciones de salud subyacentes, pero que aun así resultaba en graves enfermedades en esos casos. El departamento de salud de Sudáfrica también indicó que la variante puede estar impulsando una segunda ola de la pandemia COVID-19 en el país debido a que la variante se propaga a un ritmo más acelerado en comparación con otras cepas anteriores del virus.

Los científicos notaron que la variante contiene varias mutaciones que le permiten adherirse más fácilmente a las células humanas debido a tres mutaciones en el dominio de unión al receptor (RBD) en la glicoproteína de pico del virus, incluido N501Y (un cambio de asparagina (N) a tirosina (Y) en la posición de aminoácido 501). Esta mutación en particular también se ha detectado en Australia, el Reino Unido, Brasil y Costa Rica.

## Características

### Genética

Mutaciones de aminoácidos de la variante lambda del SARS-CoV-2 representadas en un mapa del genoma del SARS-CoV-2 con un enfoque en el pico.

## Estadísticas
| Casos registrados al 3 de noviembre de 2022 | Casos registrados al 3 de noviembre de 2022 | Casos registrados al 3 de noviembre de 2022 | Casos registrados al 3 de noviembre de 2022 | Casos registrados al 3 de noviembre de 2022 |
| Territorios                                 | Confirmados según PANGOLIN                  | Confirmados según GISAID                    | Confirmados según otras fuentes | Confirmados según otras fuentes             |
| ------------------------------------------- | ------------------------------------------- | ------------------------------------------- | --- | ------------------------------------------- |
| Filipinas                                   |                                             | 3251                                        | 2697 |                                             |
| Canadá                                      |                                             | 1536                                        | 2416 (ver detalle) Ontario (1503) Quebec (460) Alberta (183) Columbia Británica (164) Manitoba (74) Nueva Escocia (12) Saskatchewan (10) Terranova y Labrador (6) Nuevo Brunswick (4)       | [ 6 ]                                       |
| Reino Unido                                 |                                             | 1090                                        | 1061 (ver detalle) Inglaterra (945) Escocia (64) Gales (43) Irlanda del Norte (9) | [ 7 ]                                       |
| Estados Unidos                              |                                             | 3335                                        | Otra fuentes: 145 CDC: 453 (ver detalle) Virginia (138) 37* Alaska (7) 1* | [ 9 ]                                       |
| Países Bajos                                |                                             | 708                                         | 446 | [ 10 ]                                      |
| Turquía                                     |                                             | 581                                         | 285 | [ 11 ]                                      |
| Australia                                   |                                             | 98                                          | 84 (ver detalle) Nueva Gales del Sur (31) Queensland (24) Australia Occidental (10) Australia Meridional (7) Victoria (6) Territorio de la Capital Australiana (5) Territorio del Norte (1) | [ 12 ]                                      |
| Chile                                       |                                             | 4                                           | 73 (ver detalle) Metropolitana (49) O'Higgins (21) Aysén (2) Antofagasta (1) |                                             |
| Uruguay                                     |                                             | 0                                           | 14 | [ 13 ]                                      |
| Rumania                                     |                                             | 8                                           | 11 (ver detalle)Bucarest (8) Argeș (1) Ilfov (1) Vâlcea (1) | [ 14 ]                                      |
| Total de casos a nivel global               |                                             | 44 807                                      | 7232 | 7232                                        |